# Dulacia tepuiensis
Dulacia tepuiensis là một loài thực vật có hoa trong họ Olacaceae. Loài này được (Steyerm.) Sleumer & Steyerm. mô tả khoa học đầu tiên năm 1984.